# Ningcheng
Ningcheng (chiń. 宁城县; pinyin: Níngchéng Xiàn) – powiat w północno-wschodnich Chinach, w regionie autonomicznym Mongolia Wewnętrzna, w prefekturze miejskiej Chifeng. W 1999 roku liczył 598 245 mieszkańców.